# Бушнево (Костромская область)
Бушнево — село в Антроповском районе Костромской области России. Входит в состав Просекского сельского поселения.

## География
Село находится в центральной части Костромской области, в подзоне южной тайги, на левом берегу реки Еги, на расстоянии приблизительно 16 километров (по прямой) к северо-западу от посёлка Антропово, административного центра района. Абсолютная высота — 187 метров над уровнем моря.

### Климат
Климат характеризуется как умеренно континентальный, с продолжительной холодной многоснежной зимой и коротким сравнительно тёплым летом. Среднегодовая температура воздуха — 2,5 °C. Средняя температура воздуха самого холодного месяца (января) — −12,6 °C (абсолютный минимум — −38 °C); самого тёплого месяца (июля) — 18,2 °C (абсолютный максимум — 36 °С). Годовое количество атмосферных осадков — 500—550 мм, из которых большая часть выпадает в тёплый период.

### Часовой пояс
Село Бушнево, как и вся Костромская область, находится в часовой зоне МСК (московское время). Смещение применяемого времени относительно UTC составляет +3:00.

## Население
| 2008 | 2010 | 2014 |
| ---- | ---- | ---- |
| 4    | ↘3   | ↘2   |

### Национальный состав
Согласно результатам переписи 2002 года, в национальной структуре населения русские составляли 100 % из 8 чел.

## История
Село Бушнево впервые упоминается 16 октября 1545 года в жалованной грамоте великого князя московского Ивана Васильевича (Грозного). Согласно этому документу, Бушнево вместе с деревнями Ваганово, Круглышево, Вислоухово и другими было пожаловано галичским помещикам Василию и Ивану Карандашевым (Свиньиным). В грамоте уточнялось, что это владение было даровано Свиньиным ещё отцом Ивана Грозного, великим князем Василием Ивановичем, однако предыдущая грамота была утрачена во время набега казанских татар, которые «деревни воевали, и людей в полон поимали». Предположительно, речь идёт о набеге на Галич в 1522 году, в ходе которого Бушнево и было разорено.
Владельцы Бушнева со временем менялись. В 1615 году селом владел московский думный дьяк Садывной. К 1629 году оно перешло к другому дьяку — Томиле Луговскому, известному политическому деятелю, участвовавшему в 1610 году в составе посольства к польскому королю Сигизмунду III. В начале XVIII века Бушнево стало поместьем графа Ивана Алексеевича Мусина-Пушкина, участника Полтавской битвы и одного из первых сенаторов. В 1718 году он подписал смертный приговор царевичу Алексею Петровичу (сыну Петра I), который приходился ему племянником (по утверждению источника, И. А. Мусин-Пушкин был внебрачным сыном царя Алексея Михайловича).
Расположенное на торговом тракте из Новгорода в Сибирь, Бушнево было известно как оживлённое торговое село. Еженедельно по пятницам здесь проходили крупные базары, собиравшие до 3000 человек. На постоялых дворах останавливались многочисленные обозы. Однако после прокладки более короткого сибирского тракта через Казань, путь через Бушнево утратил своё прежнее значение, превратившись в местную почтово-этапную дорогу. Окончательно она пришла в упадок после строительства железной дороги из Петербурга в Вятку. Уроженец Парфеньевского уезда, писатель С. В. Максимов, часто посещал Бушнево и посвятил его ярмарке очерк «Сергач».
В 1863 году в селе была открыта народная школа, а в 1896 году — женская церковно-приходская школа. Бушнево также славилось выращиванием картофеля и лука, которыми активно торговало.
В древности на месте бушневских церквей существовал небольшой монастырь — Карпищева пустынь, служивший религиозным центром округи. Его сохранение поддерживалось властями и духовенством. Существует легенда о явлении здесь в 1628 году чудотворной иконы Казанской Божией Матери. Множество преданий связано с чудесами этой иконы, включая исцеления больных. К иконе стекались толпы богомольцев. В случае стихийных бедствий икону носили крестными ходами по окрестным сёлам и городам. Праздничные крестные ходы с хоругвями и пением псалмов собирали огромное количество народа и были важным событием в жизни округи; в бюджете посада Парфентьева предусматривались расходы на приём Бушневской иконы.
Московские цари покровительствовали монастырю. В 1643 году галичскому воеводе В. Грязнову была направлена грамота с указанием оберегать старца Матвея с братией Карпищевой пустыни Парфеньевской осады Бушневской волости от притеснений. В 1701 году на месте деревянной церкви монастыря была возведена каменная церковь в честь Казанской иконы Божией Матери — одно из ранних каменных церковных зданий в Галичском уезде. Сохранилось её описание:
В Карпищевой пустыни церковь каменная о пяти главах, а главы и кресты обиты немецким белым железом, у одного креста четыре цепи железные, а в церкви царевы двери, по сторонам столбцы писаны золотом. В алтаре престол, над престолом голубь белый. К церкви прикладена колокольня каменная об одной главе, а на ней пять колоколов, и в первом весу полдевяти пуд.
Эта церковь, являвшаяся одним из старейших каменных сооружений Костромского края, не сохранилась. Для повышения авторитета Бушневской (Казанской) иконы было решено построить более величественный храм. В 1818 году на месте старой каменной церкви по инициативе разбогатевшего подрядчика П. В. Лесникова, уроженца Бушнева, проживавшего в Санкт-Петербурге, был возведён новый храм. В качестве образца для него послужил Исаакиевский собор в Петербурге. Позднее, в 1833 году, в Бушневе была построена вторая каменная церковь — зимняя.